# Palestina (Nijkerk)
Palestina is een buurtschap behorende tot de gemeente Nijkerk en de gemeente Amersfoort. Het ligt net ten westen van Nijkerkerveen en de buurtschap Holkerveen en ten noorden van Hooglanderveen. In het gebied lopen de wegen Palestinaweg, Palestinaweg-Oost en Palissaden. De Palissaden vormt de grens tussen de provincies Gelderland en Utrecht en daarmee ook de grens tussen de gemeenten Nijkerk en Amersfoort. Aan de oostzijde wordt Palestina begrensd door de A28 en in het zuiden door de waterloop de Laak en de wijk Vathorst van Amersfoort. 
De buurtschap is genoemd naar boerderij Palestina aan de Palestinaweg nummer 3. De naam werd al in 1843 en 1855 genoemd,   en komt mogelijk door de afgelegen ligging. In de buurtschap staan ongeveer 20 huizen met in totaal 50 bewoners. 
Palestina viel tot 1998 onder de gemeente Nijkerk. Vanaf dat jaar ging het zuidelijke deel over naar de gemeente Amersfoort voor de aanleg van de nieuwbouwwijk Vathorst. Sindsdien vormt de Laak niet langer de grens tussen Nijkerk en Amersfoort.

## Grauwe Veen
Palestina lag evenals het nabijgelegen Holkerveen in het Grauwe Veen. Het Grauwe Veen was tot het begin van de 17e eeuw 
onbewoond. Het werd enkel gebruikt door bewoners uit het omliggende gebied om er voor eigen gebruik turf te steken. Vanaf begin 17e eeuw vestigden zich op de hoger gelegen delen de eerste bewoners die het gebied gingen ontginnen. Vanaf 1750 nam de bevolking in het gebied sterk toe en werden ook de laaggelegen delen van het veen in cultuur gebracht. 
Stad: Nijkerk      Dorpen: Hoevelaken · Nijkerkerveen

Buurtschappen: Achterhoek · Appel · Bontepoort (deels) · Doornsteeg · Driedorp · Holk · Holkerveen · Kruishaar · Nekkeveld · Palestina · Prinsenkamp · Slichtenhorst · De Veenhuis · 't Woud · Wullenhoven 

Gelderland: Steden en dorpen in Gelderland      Nederland: Provincies · Gemeenten